# Линия Ицукаити
Линия Ицукаити (яп. 五日市線 ицукаити сэн) — железнодорожная линия японского железнодорожного оператора East Japan Railway Company в Токио, протянувшаяся от станции Хайдзима, расположенной в городе Акисима, до станции Мусаси-Ицукаити, расположенной в городе Акируно. Некоторые составы продолжают движение по линии Омэ от станции Хайдзима до станции Татикава, а также далее по линии Тюо до станции Токио.

## История

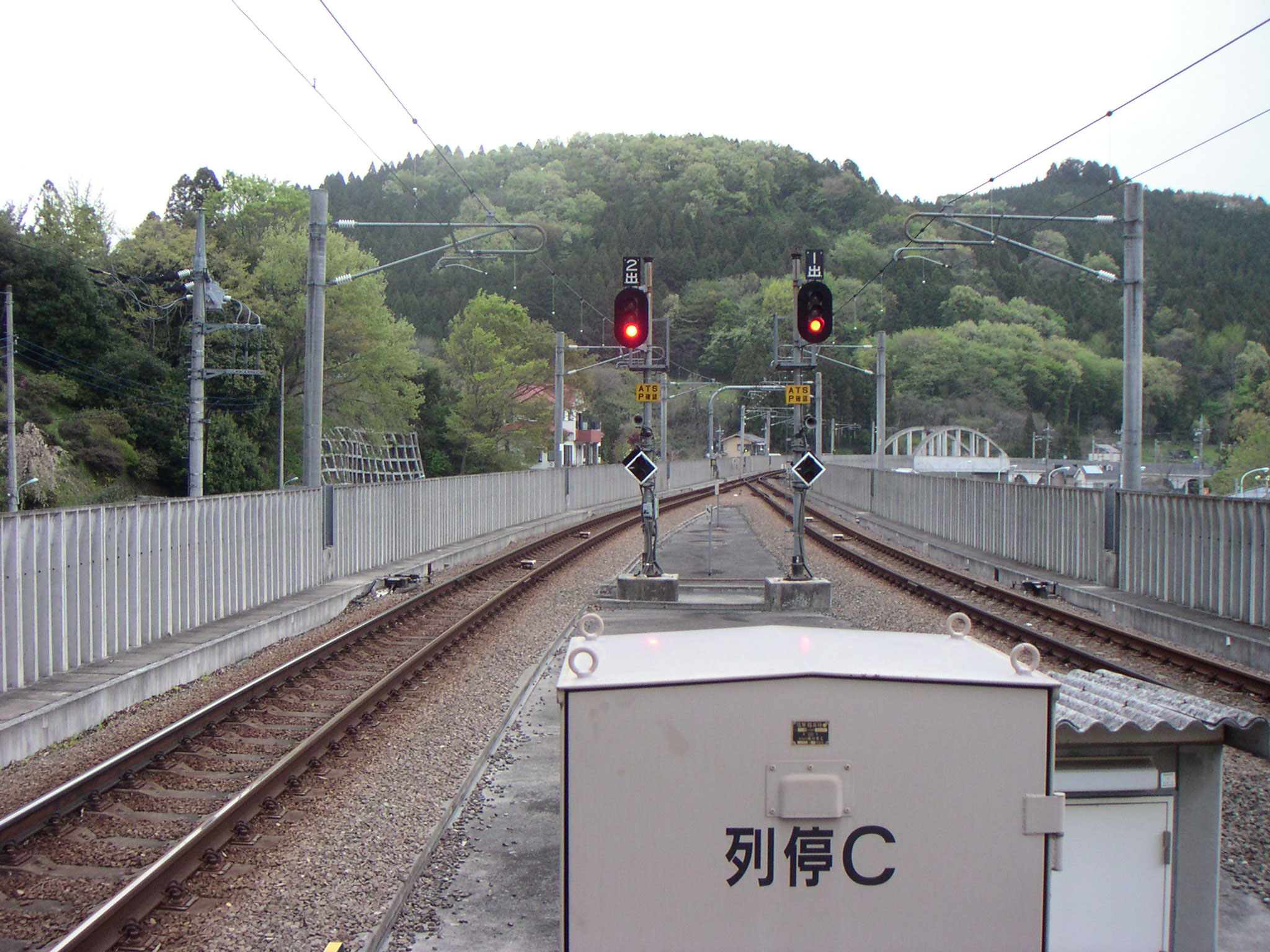
Вид со станции Мусаси-Ицукаити в сторону станции Мусаси-Мусуко

Линия Ицукаити была построена компанией Itsukaichi Railway в 1925-м году. К 1930-му году заработали все участки дороги  (Татикава — Хайдзима — Мусаси-Ицукаити — Мусаси-Иваи). В то время существовало две конкурирующие линии на участке между Татикава и Хайдзима: Ōme Electric Railway (ныне Линия Омэ) Itsukaichi Railway. В 1940-м году компания Itsukaichi Railway была поглощена компанией Nambu Railway. В 1944-м году компания Nambu Railway была национализирована, и линия Ицукаити получила своё нынешнее название. В то же время была ликвидирована секция линии от станции Татикава до станции Хайдзима.

## Станции
Все станции расположены в Токио.
| Станция         | Японское название | Расстояние (км) | Расстояние (км) | Пересадки                | Расположение |
| Станция         | Японское название | Между станциями | Всего           | Пересадки                | Расположение |
| --------------- | ----------------- | --------------- | --------------- | ------------------------ | ------------ |
| Хайдзима        | 拝島              | —               | 0.0             | Линия Омэ Линия Хайдзима | Акисима      |
| Кумагава        | 熊川              | 1.1             | 1.1             |                          | Фусса        |
| Хигаси-Акиру    | 東秋留            | 2.4             | 3.5             |                          | Акируно      |
| Акигава         | 秋川              | 2.2             | 5.7             |                          | Акируно      |
| Мусаси-Хикада   | 武蔵引田          | 1.5             | 7.2             |                          | Акируно      |
| Мусаси-Мусуко   | 武蔵増戸          | 1.3             | 8.5             |                          | Акируно      |
| Мусаси-Ицукаити | 武蔵五日市        | 2.6             | 11.1            |                          | Акируно      |